# Камка (Сновский район)
Камка (укр. Камка) — село в Сновском районе Черниговской области Украины. Население 339 человек. Занимает площадь 0,226 км².
Код КОАТУУ: 7425889203. Почтовый индекс: 15220. Телефонный код: +380 4654.

## История
Решением Черниговского областного совета от 21.01.1992 года возобновили село Камка, которое было ранее объединено с селом Хотуничи.

## Власть
Орган местного самоуправления — Хотуничский сельский совет. Почтовый адрес: 15220, Черниговская обл., Сновский р-н, с. Хотуничи, ул. Шевченко, 143.